# Onherleidbare complexiteit
Onherleidbare complexiteit is voor de intelligent design-beweging een belangrijk argument tegen de evolutietheorie. De term irreducible complexity werd geïntroduceerd door de biochemicus Michael Behe in zijn boek Darwin's Black Box.

## Overzicht
Een onherleidbaar complex systeem is een systeem waarvan alle onderdelen nodig zijn om het te laten functioneren. Wanneer slechts één onderdeel niet werkt, werkt het hele systeem niet. Volgens de aanhangers van intelligent design zijn veel biologische systemen onherleidbaar complex, en zou daarom evolutie van dergelijke systemen niet mogelijk zijn. Een voorbeeld dat Michaël Behe aanhaalt is dat van de muizenval: haal één element uit alle onderdelen weg en de val wordt functieloos.

## Kritiek
In de evolutietheorie zijn inmiddels hypotheses opgesteld en bijhorende verklaringen uitgewerkt voor het ontstaan en de ontwikkeling van structuren of organismen die door de intelligent design-beweging als onherleidbaar complex worden beschouwd.
Volgens evolutiewetenschap kunnen complexe organismes in een primitievere vorm wel degelijk een voordeel bieden. Het oog is hier een goed voorbeeld van: ook een minder complex oog (een lichtgevoelige cel die slechts licht van donker kan onderscheiden) biedt een organisme een evolutionair voordeel. Natuurlijke selectie zal deze eigenschappen verder verbreiden. 
De redenering van creationisten of intelligent-designers dat een “half oog” geen selectief voordeel kan bieden, is volgens evolutiewetenschappers naast de kwestie. Visuele perceptie, hoe rudimentair ook (lichtgevoelige cellen), kan voor een levend wezen het verschil maken tussen leven en dood. Een evolutionair voordeel van een bepaalde genetische wijziging in een organisme, geeft dus grotere kans op overleving, waardoor die organismen weer in staat zijn om hun adaptieve eigenschappen door te geven aan volgende generaties (cumulatieve selectie).
Visuele perceptie zou minstens veertig keer ontstaan zijn. De diversiteit is dan ook enorm: van lichtgevoelige plekken bij wormen, facetogen bij insecten, lichtgeleiders bij schaaldieren, tot uiterst verfijnde ogen bij katachtigen. Met andere woorden: "het"oog bestaat strikt genomen niet, wel diversiteit in visuele waarneming.
Een andere route waarlangs zo'n systeem kan ontstaan is wanneer de onderdelen van deze systemen oorspronkelijk een andere of zelfs geen functie hadden. De onderdelen evolueren aanvankelijk los van elkaar, maar wanneer ze samenkomen biedt dit een dusdanig voordeel dat de samenstelling van de onderdelen gaat domineren in het proces. Dit heet ook wel een emergente eigenschap.
Het idee dat een "onherleidbaar complex" systeem niet via een evolutionair proces zou kunnen ontstaan houdt bovendien geen rekening met de mogelijkheid dat dergelijke systemen via een heel andere route dan via het samenstellen van de delen kunnen ontstaan. Het komt bijvoorbeeld voor dat een niet (verder) herleidbaar complex systeem ontstaat door de ineenstorting van een veel complexer systeem. De Eukaryotische cel geldt als voorbeeld. Daarin fungeren mitochondriën als energiefabriekjes. Volgens de endosymbiontentheorie stammen de mitochondriën echter af van een endosymbiont, die een groot deel van zijn DNA verloor en gedeeltelijk heeft overdragen aan de gastheer. Tegelijk kon de gastheer, de eukaryotische cel, dat deel van het DNA missen waarvoor de mitochondriën zorgen. Hier ontstaat de niet reduceerbare complexiteit dus juist doordat bij het evolutionaire proces de onnodig geworden elementen verloren gaan.